# Majster
I Majster sono un gruppo thrash metal nato a Bratislava, Slovacchia, nel 2001. La musica prodotta da è tecnica, con molte sfumature melodiche e frequenti cambi di ritmo.

## Storia dei Majster
L'attività del gruppo inizia nel 2002, con Slymak (voce) and Gabo (chitarra). Solo nel 2007 avviene la pubblicazione del primo album che raggiunge un buon successo in Slovacchia e permette al gruppo di essere conosciuto anche al di fuori dei confini nazionali.

## Formazione
- Slymák – voce
- Los – chitarra
- Lukáš – chitarra
- Tapyr – basso
- Bubonix – batteria

## Discografia

### Album in studio
- 2007 - Svätá Zvrhlosť

### Demo
- 2003 - Live in Dreváreň
- 2004 - Demo
- 2007 - Promo

### Videografia
- 2007 - Naživo v Bratislave